# UTC+7
| Ora standard (tot anul) Ora standard (iarna din emisfera nordică) Ora standard (iarna din emisfera sudică) | Regiune maritimă în acest fus orar Ora de vară (vara din emisfera nordică) Ora de vară (vara din emisfera sudică) |

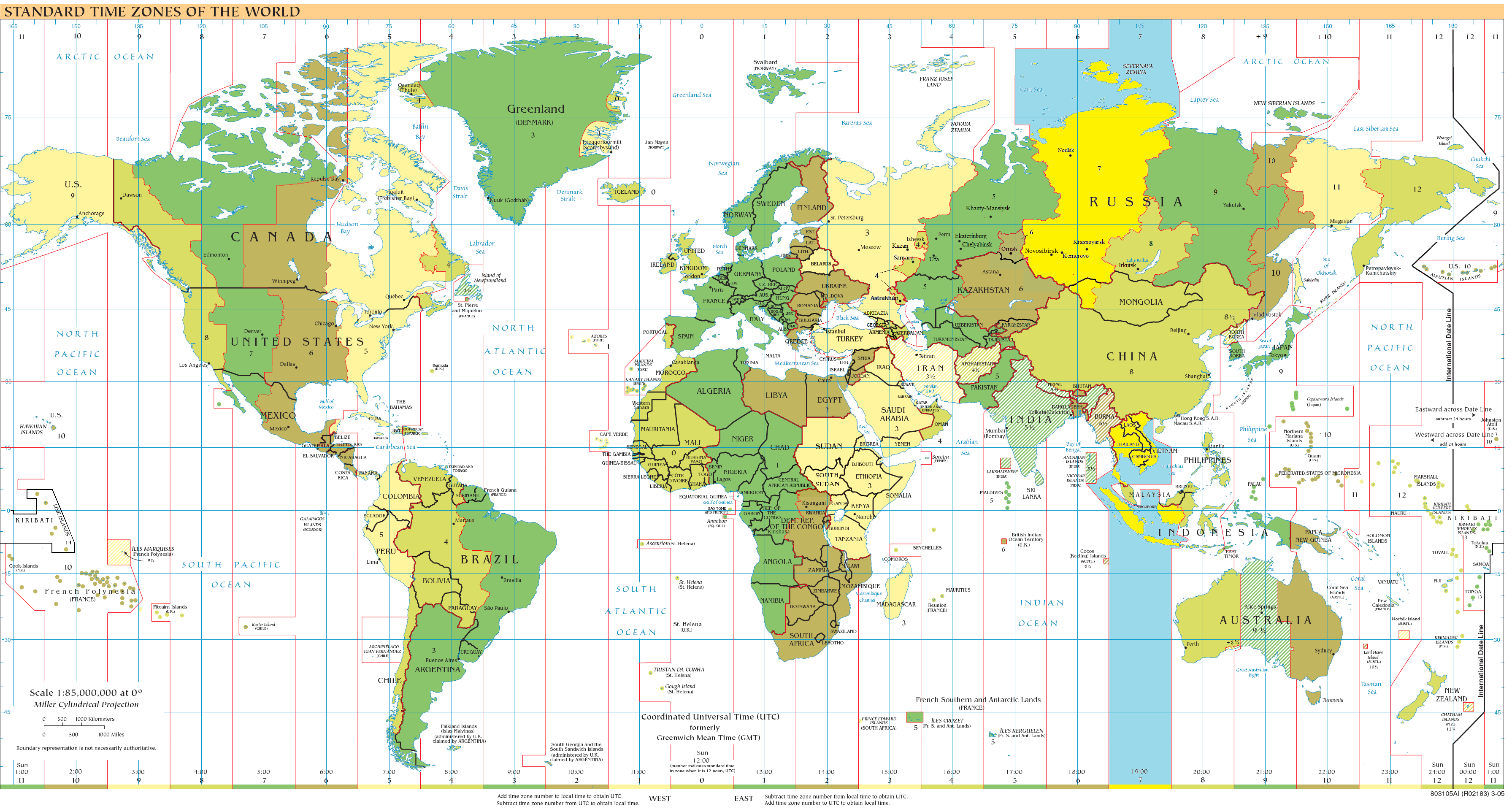
Utilizarea fusului orar UTC+7:

UTC+7 este un fus orar aflat cu 7 ore înainte UTC. UTC+7 este folosit în următoarele țări și teritorii:

## Ora standard (tot anul)
Ora de Kaliningrad: UTC+3 (MSK−1)
     Ora de Moscova: UTC+4 (MSK)
     Ora de Samara: UTC+5 (MSK+1; nefolosit)
     Ora de Ekaterinburg UTC+6 (MSK+2)
     Ora de Omsk: UTC+7 (MSK+3)
     Ora de Krasnoiarsk: UTC+8 (MSK+4)
     Ora de Irkutsk: UTC+9 (MSK+5)
     Ora de Iakutsk: UTC+10 (MSK+6)
     Ora de Vladivostok: UTC+11 (MSK+7)
     Ora de Magadan: UTC+12 (MSK+8)
- Australia
  -  Insula Crăciunului
- Cambodgia
- Indonezia (WIB - Waktu Indonesia Bagian Barat)
  - Java
  - Kalimantanul Central și Kalimantanul de Vest
  - Sumatra
- Laos
- Mongolia (doar provinciile Bajan-Ölgii-Aimag, Chowd-Aimag și Uws-Aimag)
- Rusia (OMST - Omskoye vremya / Омское время)
  -  Regiunea Kemerovo
  -  Regiunea Novosibirsk
  -  Regiunea Omsk
  -  Republica Altai
  -  Ținutul Altai
- Thailanda
- Vietnam